# Umarell
Umarell（義大利語發音：[umaˈrɛl]，出自博洛尼亞方言詞語)，是一個源自意大利博洛尼亞的現代術語。專指已屆退休年齡的男人，花時間觀看建築工地施工，尤其是道路工程的行為。一般刻板印象認為，該等人士會雙手緊握在背後，並對工人提供不必要的建議。此用語的字面意思是「小人物」（umarèin），亦間中與「Zdaura」（żdåura）並用，「Zdaura」的意思為「Umarell」的妻子。此用語在日常生活中，被用作輕鬆的嘲笑或自嘲。
此用語在2005年由義大利作家Danilo Masotti開始使用，他透過兩本書和一個相關的博客推廣了此用語。2020年12月，「Umarell」已收錄於意大利有百年歷史的《Zingarelli詞典》的新版之中。

## 日常使用例子
2015年，位於博洛尼亞東南約130公里的里喬內市劃撥了11,000歐元的預算，用於支付監督該工地的「Umarell」的工資。里喬內市政府與觀看該工地的退休人士達成協議，給予他們監視並報告進出挖掘區域的卡車數量的任務，以確保運送物料的過程，並在原本無人看管的地方安排「Umarell」值勤，以防止盜竊。位於博洛尼亞東南6公里的薩韋納河畔聖拉扎羅鎮，更在同年授予當地居民Franco Bonini「年度Umarell獎」。
2016年，博洛尼亞文化協會發行了「Umarell卡」，將獲得的款項捐給修復聖白托略大殿的籌款活動。另外，同年一個名為「Umarells」的智能手機應用程式推出，該應用程式可以追蹤正在進行的道路工程和建築工地的位置。快餐連鎖店漢堡王亦在社交媒體營銷活動中「聘用」了數個「Umarell」，以促進該餐廳在意大利的社交影響力。
2017年7月，博洛尼亞市議會的街道命名諮詢委員會，批准在Cirenaica區市中心東部，建立一個命名為「Umarell廣場」（Piazzetta degli Umarells）的公共廣場，以表彰此概念和用語在當地的知名度。而在該廣場施工期間，「Umarell」亦在工地旁邊把雙手交叉在背後，觀看工地的施工情況。
2018年4月，博洛尼亞市政廳議員、區主席、喜劇演員Maurizio Pagliari、用語創造者Danilo Masotti和「Umarell之王」Franco Bonini共同為廣場揭幕。然則，在一年後廣場的路牌被盜。2020年4月，漫畫雜誌《Topolino》講述了此社會現象。

2020年12月，房地產開發商Sarra在意大利中部城市佩斯卡拉的三個建築工地的圍板中安裝了窗戶，以允許「Umarell」觀察施工情況。